# Israëlitische Godsdienstige Uitzendingen
De Israëlitische Godsdienstige Uitzendingen (IGU) was een Belgische Nederlandstalige radio- en televisieomroep gelieerd aan de Joodse gemeenschap in België.

## Historiek
De omroep startte zijn uitzendingen op de Belgische Radio- en Televisieomroep (BRT) in het bestel van de 'uitzendingen door derden'. Deze uitzendingen kenden hun oorsprong in het decreet betreffende het statuut van de Belgische Radio en Televisie, Nederlandstalige uitzendingen (19 december 1979). Binnen dit decreet werd de oprichting van zendgemachtigde verenigingen mogelijk. Volgens de bepalingen van dit decreet kregen de derden 50% van de zendtijd die aan de nieuwsdienst was toebedeeld. Het decreet van 22 december 1982 bracht het aantal uitzenduren naar 120, verspreid over de twee BRT-televisienetten. Hierdoor kregen de omroepen de mogelijkheid om programma's uit te zenden die rechtstreeks waren afgestemd op het verschaffen van opiniëring vanuit de representatieve levensbeschouwelijke stroming (o.a. erediensten) in Vlaanderen (artikel 35 en 36 van het Mediadecreet).
Op basis van deze bepalingen werd de IGU opgericht in 1980 en de eerste uitzendingen gingen van start omstreeks maart 1981. De erkenning door het Ministerie van de Vlaamse Gemeenschap vond plaats op 26 mei 1982. In 2015 werd door toenmalig Vlaams minister van Media Sven Gatz (Open Vld) besloten de uitzendingen van levensbeschouwelijke derden stop te zetten op 31 december 2015.

## Structuur
De algemene leiding van de programma’s was in handen van het Centraal Israëlitisch Consistorie van België. Prof. Thomas Gergely was voorzitter van de audiovisuele commissie en Betty de Leeuw stond in voor de Nederlandstalige uitzendingen. Zij volgde in deze hoedanigheid Pascale Lieblich en diens voorgangster Anna Marinower op. De omroep was gevestigd in de Saturnusstraat 31 te Berchem.

## Programma's
Uit een parlementaire vraag van Paul Delva (CD&V) aan toenmalig Vlaams minister van Media Ingrid Lieten (sp.a) uit 2012 bleek het gemiddeld kijkbereik voor de uitzendingen van de IGU op 40.884 kijkers (gemiddelde over 10 uitzendingen) te liggen, de radio-uitzendingen bereikten gemiddeld 36.825 luisteraars.